# Ochodaeus inermis
Ochodaeus inermis är en skalbaggsart som beskrevs av Edmund Reitter 1892. Ochodaeus inermis ingår i släktet Ochodaeus och familjen Ochodaeidae. Inga underarter finns listade i Catalogue of Life.